# Бередниково (Лузький район)
Бередниково (рос. Бередниково) — присілок у Лузькому районі Ленінградської області Російської Федерації.
Населення становить 23 особи. Належить до муніципального утворення Волошовське сільське поселення.

## Історія
Згідно із законом від 28 вересня 2004 року № 65-оз належить до муніципального утворення Волошовське сільське поселення.

## Населення
| 1710 | 1838 | 1862 | 1928 | 1958 | 1997 | 2007 |
| ---- | ---- | ---- | ---- | ---- | ---- | ---- |
| 37   | ↗82  | ↗134 | ↗205 | ↘65  | ↘14  | ↘6   |
| 2010 |      |      |      |      |      |      |
| ↗23  |      |      |      |      |      |      |